# Jorge Carlos Patrón Wong
Pour les articles homonymes, voir Wong.
Jorge Carlos Patrón Wong, né le 3 janvier 1958, est un archevêque mexicain, actuel archevêque de Xalapa, après avoir travaillé à la curie romaine comme secrétaire chargé des séminaires pour la congrégation pour le clergé.

## Biographie
Jorge Carlos Patrón Wong est né à Mérida (Mexique) le 3 janvier 1958. Il fut ordonné prêtre par Manuel Castro Ruiz le 12 janvier 1988 pour l'Archidiocèse du Yucatán,. De 1988 à 1993 il étudie à l’Université pontificale grégorienne.
Le 15 octobre 2009 il est nommé évêque coadjuteur du diocèse de Papantla, et est ordonné évêque le 15 décembre de cette année. Il succéda à Mgr Lorenzo Cárdenas Aregullín le 2 mai 2012. Il est nommé secrétaire de la Congrégation pour le clergé le 21 septembre 2013, et alors fait archevêque ad personam.